# Мацудо
Мацудо е град в префектура Чиба, Централна Япония. Населението му е 490 632 жители (по приблизителна оценка от октомври 2018 г.). Площта му е 61,33 кв. км. Кмет към 2011 г. е Кенджи Хонгудани. Намира се в часова зона UTC+9.

## Побратимени градове
- Курайоши – Япония